# Партенштайн (Саксонія)
Партенштайн (нім. Parthenstein) — громада в Німеччині, розташована в землі Саксонія. Входить до складу району Лейпциг. Складова частина об'єднання громад Наунгоф.
Площа — 34,96 км2. Населення становить 3559 ос. (станом на 31 грудня 2020).